# Spec Ops II: Green Berets
Spec Ops II: Green Berets — тактический шутер с элементами стратегии. Она была разработана Zombie Studios и опубликована Ripcord Games. Игра выпущена на платформе Microsoft Windows в 1999 году и была издана эксклюзивно для приставки Dreamcast под другим названием Spec Ops II: Omega Squad. Это третья игра в серии Spec Ops.
Под управлением игрока находится отряд специального назначения, предназначенный для выполнения боевых действий по всему земному шару. В отличие от предыдущих игр серии Spec Ops, под контролем находится только один солдат, а не весь отряд. Игра не имеет общего сюжета и представляет собой набор миссий, цели которых включают в себя уничтожение вражеских соединений, захват военной техники и спасение заложников. Они происходят в пяти разных местах: Антарктика, Южная Корея, Пакистан, Таиланд и Германия. Большинство из них основаны на возможных будущих событиях XXI века, а не на основе существующих исторических конфликтов.
Успех выполнения миссий напрямую зависит от подготовки: выбора оборудования, оружия, а также самого бойца. Каждый солдат имеет различные способности и некоторые из них лучше подходят для конкретной задачи, чем другие. Всего присутствуют шесть классификаций: пехотинец, гренадер, пулемётчик, снайпер, специалист по ближнему бою и подрывник. Каждый класс имеет различное оборудование и арсенал (аптечки, оптические устройства и т. п.)

## Оценки
| Сводный рейтинг | Сводный рейтинг |
| Агрегатор       | Оценка          |
| --------------- | --------------- |
| GameRankings    | 52,75 %         |